# Буда (Волоковское сельское поселение)
Бу́да — деревня Смоленского района Смоленской области России. Население — 6 жителей (по состоянию на 2007 год). Расположена в западной области в 25 км к северо-западу от Смоленска, на берегу реки Удра, в 11 км к юго-западу от автодороги Р133 Смоленск — Невель. В 4,5 км к юго-востоку от деревни находится платформа 416-й км железнодорожной линии Смоленск — Витебск.
Входит в состав Волоковского сельского поселения.

## Название
Название произошло от слова Буда — названия бывшего предприятия по производству поташа.